# 卡羅爾種植園 (緬因州)
卡羅爾種植園（英語：Carroll Plantation）是位於美國緬因州佩諾布斯科特縣的一個種植園。

## 人口
根據2020年美國人口普查的數據，卡羅爾種植園的面積為114.30平方千米，當中陸地面積為113.80平方千米，而水域面積為0.50平方千米。當地共有人口138人，而人口密度為每平方千米1人。